# 達夫恩代爾公園 (加利福尼亞州)
達夫恩代爾公園（英語：Daphnedale Park）是位於美國加利福尼亞州莫多克縣的一個人口普查指定地區。

## 地理
達夫恩代爾公園的座標為41°30′33″N 120°32′42″W / 41.50917°N 120.54500°W，而該地最高點為海拔高度1356米（即4449英尺）。

## 人口
根據2010年美國人口普查的數據，達夫恩代爾公園的面積為3.451平方千米，當中陸地面積為3.447平方千米，而水域面積為0.004平方千米。當地共有人口184人，而人口密度為每平方千米53人。